# Pierre Repellini
Pierre Repellini (Hyères, 27 ottobre 1950) è un allenatore di calcio ed ex calciatore francese, di ruolo difensore.

## Carriera
Con il Saint-Etienne vinse 4 campionati francesi (1970, 1974, 1975 e 1976) e 4 Coppe di Francia (1970, 1974, 1975 e 1977). Conta anche 49 presenze e 3 reti nella squadra B del Saint-Etienne nelle stagioni 1969/1970, 1971/1972 e 1976-1977. Ha giocato la Finale di Coppa dei Campioni del 1976 che il Saint Etienne perse a Glasgow 1-0 contro il Bayern Monaco.

## Palmarès

### Club

#### Competizioni nazionali
- Campionato francese: 4

Saint Etienne: 1969-1970, 1973-1974, 1974-1975, 1975-1976
- Coppa di Francia: 4

Saint-Etienne: 1969-1970, 1973-1974, 1974-1975, 1976-1977
- Supercoppa francese: 1

Saint-Etienne: 1969

#### Competizioni internazionali
- Coppa Piano Karl Rappan: 1

Saint-Etienne: 1972